# Strawberry Point (Iowa)
Strawberry Point – miasto w Stanach Zjednoczonych, w stanie Iowa, w hrabstwie Clayton. W 2000 liczyło 1386 mieszkańców.